# روی آگواس
روی آگواس (انگلیسی: Rui Águas؛ زادهٔ ۲۸ آوریل ۱۹۶۰) بازیکن فوتبال اهل پرتغال است.
از باشگاه‌هایی که در آن بازی کرده‌است می‌توان به باشگاه فوتبال بنفیکا، باشگاه ورزشی پورتیموننزه، باشگاه فوتبال پورتو، و باشگاه فوتبال رجانا اشاره کرد.
وی همچنین در تیم ملی فوتبال پرتغال بازی کرده‌است.